# Ferret 5
Ferret 5 – piąty w serii Ferret amerykański satelita wywiadu elektronicznego. Najprawdopodobniej służył do rejestrowania sygnałów radzieckich radarów obrony przeciwlotniczej, telemetrii rakiet i satelitów, oraz podsłuchiwania komunikacji głosowej.

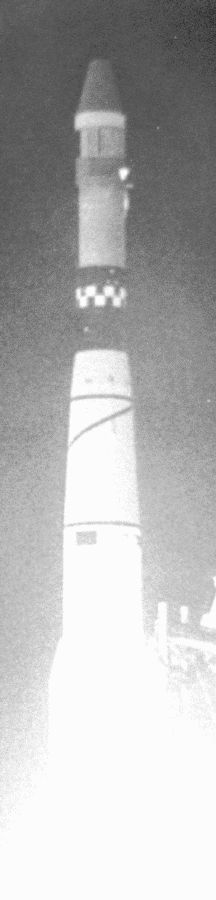
Rakieta Thor SLV-2A Agena D wynosząca satelitę Ferret 5

Błędnie przypisuje mu się nazwę Ferret 8.